# Кузьминский лесопарк
Кузьми́нский лесопа́рк (Кузьми́нский лес, Кузьми́нский парк, парк Кузьми́нки) — лесной массив на юго-востоке Москвы и в Московской области. Московская часть лесопарка входит в состав Природно-исторического парка «Кузьминки-Люблино».

## Географическое положение
Территория парка в Москве разделена между районами Выхино-Жулебино, Кузьминки и Люблино и расположена между Краснодонской, Ставропольской улицами, улицей Верхние поля, МКАД, Волгоградский проспектом и жилой застройкой по улицам Чугунные Ворота и Юных Ленинцев.
Восточная часть лесопарка расположена в Московской области на территории городского округа Котельники и ограничена городом Котельники, МКАД и Новорязанским шоссе.
Площадь парка 1189 га, из них 227 га в Московской области. В северной части Кузьминского лесопарка на площади 375 га в 1977 году был создан парк культуры и отдыха «Кузьминки», основную часть которого (270 га) занимает бывшая усадьба Кузьминки.
В состав лесопарка также входит лес Жа́ры.

## История
Считается, что происхождение названия данной местности (по которой сейчас также называется район Москвы — Кузьминки) связано с именем мельника Кузьмы, владельца мельницы на реке Голедянке и её притоках (иногда называемой Пономаркой, Чурилихой), протекающей через парк. Именно здесь с начала XVIII века на большей части территории парка располагалась усадьба Кузьминки, первым владельцем которой был Григорий Строганов (земли которому были подарены Петром I, также бывавшему в этих местах), позднее перешедшая Голицыным.
В конце XVIII века хозяева усадьбы уделяли много внимания оформлению парка, и в этот период на реке был сооружён каскад из четырёх прудов, сохранившихся до наших дней и придающих особый микроклимат данной местности. XIX век также был ознаменован немалым строительством на территории парка: перестраивались дома, конный двор и другие постройки. Следует упомянуть построенные в середине XIX века новые въездные ворота в усадьбу на Липовой аллее, специально отлитые на уральских заводах Голицыных и впоследствии давшие название уже упоминавшейся улице Чугунные ворота.
В 1917 году усадьба была национализирована и передана Институту экспериментальной ветеринарии, который занимал здания на протяжении более 80 лет.

## Парк Кузьминки
Генеральный план парка разработал в 1936—1937 годах архитектор В. И. Долганов.
Главным входом в парк считается Кузьминская улица (бывшая Липовая аллея), ранее также являвшаяся парадным въездом в усадьбу. В отдельные части парка удобней попасть со стороны метро «Кузьминки», «Волжская» или Ташкентской улицы.
Любителям истории и архитектуры, безусловно, будут интересны постройки на территории парка, входившие в состав усадьбы: Храм Влахернской иконы Божьей Матери, конный двор с музыкальным павильоном, дом на плотине (мельничный флигель), скотный двор, кухня, оранжерея, флигеля, гроты и некоторые другие. К настоящему времени восстановлены или отреставрированы храм, конный двор и дом на плотине. К лету 2007 г. на Верхнем пруду должны быть восстановлены пристани на разных берегах, которые ранее соединял паром. Не сохранился главный господский дом усадьбы, на месте которого в настоящее время расположено здание постройки 1930-х годов. В настоящее время вся территория парадного двора, к которому примыкает территория бывшего господского дома и здания флигелей закрыта для доступа посетителей и на ней должны начаться реставрационные работы. Можно лишь посмотреть исторические фонари с грифонами, расположенные на мостике при въезде на парадный двор.
На территории парка и зданий усадьбы работает несколько музеев: литературный, экипажей и автомобилей, музей усадьбы Голицыных и русского усадебного быта. На территории конного двора в музейном режиме демонстрируются его помещения: конюшни, каретный, фуражный и сенной сараи, манеж, проводятся конно-спортивные мероприятия. В музыкальном павильоне двора организуются концерты со зрительными местами прямо на берегу пруда.
Для отдыха на территории парка проложены пешеходные дорожки, установлены скамейки. Дорожки на территории парка между Кузьминской ул. и ул. Чугунные ворота отражают структуру бывшего здесь ранее французского регулярного парка с двенадцатью аллеями-лучами, соединяющимися вместе в центре. Особой популярностью пользуется отдых на берегу Верхнего пруда, где летом также можно покататься на лодках и водных велосипедах, а также на небольшом теплоходике-кафе «Мельник Кузьма». В районе плотины между Верхним и Нижним прудами работают кафе.
Для детей на берегу Верхнего пруда установлены качели, традиционно продаются весёлые игрушки, можно прокатить ребёнка на лошади или пони. Для детей постарше предлагается экскурсионная игровая программа «Найди клад мельника Кузьмы», в ходе которой дети в игровой форме получают представление о жизни и быте владельцев усадьбы, её парке.
На территории парка находится Мишкин пруд. Искусственный водоем создан в 1973-1974 годах. Пруд назван в честь инициатора его создания - заслуженного лесовода России Михаила Федоровича Смирнова.
С 2004 года в парке вдоль Кузьминской улицы летом устраивается фестиваль цветников. В 2004 году здесь проводился Второй городской фестиваль цветников и ландшафтной архитектуры, в 2005 и 2006 годах — окружные фестивали цветников Юго-Восточного административного округа Москвы. Традиционно фестивали проводятся с июня по конец сентября, что позволяет практически весь летний период наслаждаться постоянно поддерживаемыми клумбами и цветниками, в некоторых из которых за время проведения фестиваля растения заменяются не один раз.
В 2005 году в Кузьминском парке открыт памятник пчеле работы Сергея Сошникова.
В конце 2005 года в Кузьминском парке построена московская резиденция Деда Мороза.
В мае 2013 года в состав парка вошли восемь новых территорий — часть парка у Люблинского пруда, озеленённая территория парка «Печатники», парк и зона отдыха «Борисовские пруды», парк в пойме реки Городни, парк имени 60-летия Октября, парк культуры и отдыха в Садовниках и Аршиновский парк, а также памятник природы «Долина реки Пономарки ниже Шибаевского пруда».

## Объекты парка и усадьбы
Далеко не все объекты бывшей усадьбы Кузьминки сохранились до наших дней.
Почти неизменными остались Конный двор и здание Церкви. Здание Померанцевой (или Ранжевой) оранжереи было построено в 1815 году, в конце XIX — начале XX века здание было частично перестроено и в таком виде сохранилось до наших дней.
Главный господский дом был построен во времена владения усадьбой Строгановых, впоследствии значительно перестроен Голицыными. В феврале 1916 года, в период, когда в доме уже был расположен военный госпиталь в здании возник пожар, который его полностью уничтожил. Только в 1930-х гг. на месте старого главного дома было построено новое здание, сохранившиеся до наших дней.
Круглая пристань была разрушена в начале XX века. С конца 2006 года проводится её восстановление. Птичий двор был разрушен во время войны 1812 года, а в настоящее время восстановлен.
Скотный двор — в настоящее время здания находятся в заброшенном состоянии.

## Животный и растительный мир лесопарка
Основную часть Кузьминского парка составляет, собственно, сам лесопарк. К юго-востоку от Верхнего Кузьминского пруда почти на 4 км простирается лесной массив, где более 70 % составляют сосны. В южной части Кузьминского лесопарка значительные площади занимают березняки, а в пойме Пономарки произрастают старые чёрноольшаники. Сосняк с елью к югу от Верхнего Кузьминского пруда и долина р. Пономарки с черноольшаниками объявлены в 1991 году памятниками природы.
В Кузьминском лесопарке обитает более 100 видов наземных позвоночных животных, в том числе около 10 видов млекопитающих (среди них: лиса, белка, заяц, ёж, крот, ласка, мышевидные грызуны). В прудах обитают — плотва, красноперка, карась, пескарь и другие. Весной на нерест собирается около трех тысяч лягушек. Лесопарк богат птицами, типичными для хвойного леса: желна, королёк, синицы московка и гаичка, чиж, снегирь, малая мухоловка, пеночка теньковка и др. Регулярно гнездятся хищные птицы, а также сова неясыть.

## Военно-химический полигон
C 1918 по 1962 гг. в юго-восточной части лесопарка «Кузьминки», примыкающей к МКАД, располагался Военно-химический полигон Красной армии, а затем испытательная станция Центрального военно-технического института НИИ химического машиностроения (бывшее СКБ №2). Здесь производились испытания химического оружия, разрабатывавшегося в СССР. Ядовитый газ иприт распыляли над полигоном с самолётов. Также осуществлялись захоронения отходов четырёх московских заводов, производивших такое оружие. Их останки находят по сей день. В 30-е годы на территории полигона проводились эксперименты на животных, в частности, козах, по испытанию биологического оружия. Умерших от сибирской язвы коз хоронили здесь же, на полигоне.
По данным министерства обороны, работы по очистке и дегазации на военно-химическом полигоне в Кузьминках проводились ещё в 1937 году. Из земли было извлечено 6972 химические мины, 878 артиллерийских и химических снарядов и 75 химических авиабомб, а также около тысячи бочек с отравляющими веществами. По мнению известного правозащитника Льва Федорова, территория нуждается в дезактивации и поныне. В 2001 году МЧС России по заказу правительства Москвы проводило поиск металлических предметов в поверхностном слое почвы на территории бывшего химического полигона. При этом боевых отравляющих веществ обнаружено не было. В то же время специалисты не исключают присутствия в почве мышьяка. В связи с этим, необходимо обратить внимание отдыхающих на то, что произрастающие в парке грибы и ягоды в пищу употреблять не следует.

### О химическом полигоне
- Владимир Воронов. Ипритовый лес. // Совершенно секретно, № 11 (258), 2010
- Захоронения химического оружия в парке «Кузьминки», статья в журнале «Огонёк». Архивировано из оригинала 23 апреля 2008 года.
- Полигон культуры и отдыха «Кузьминки» Хватов Вячеслав Вячеславович
- Передача на радиостанции «Свобода», посвященная химическому полигону в парке Кузьминки

### Фотографии
- Фотоальбом «Кузьминки — Фестиваль цветников». Архивировано из оригинала 7 сентября 2010 года.
- Кузьминки — Фото Альбом
- Прогулки по Кузьминскому парку с фотокамерой